# 吉行和子
吉行 和子（よしゆき かずこ、本名 同じ、1935年〈昭和10年〉8月9日 - ）は、東京府（現：東京都）出身の俳優、エッセイスト、俳人。
父は作家の吉行エイスケ、母は美容師の吉行あぐり。兄は作家の吉行淳之介、妹は詩人の吉行理恵。私生活では28歳のときに結婚するも、4年ほどで離婚、以降は独身。子供はなし。

## 来歴
2歳で小児喘息を患い、病弱な子ども時代を過ごす。
父は和子が4歳のときに死去、母は美容師として働いていたため、ひどい喘息の発作が起こると、岡山の祖父の元に預けられていた。
1954年、女子学院高等学校を卒業。
卒業前に劇団民藝付属水品研究所を受験して入所。女優になるつもりはなく、絵を描くことや裁縫は得意だったことから「衣装係にでもなれれば」と思って受験したところ、思いがけず女優候補として採用された。
1955年、初舞台を踏む。同年、津島恵子主演の『由起子』でスクリーンデビュー。
1957年、民藝所属となる。『アンネの日記』のアンネ・フランク役に抜擢され、主役デビューも果たすが、その後は地味な「農民の娘」役ばかりであったという。
1959年、日活と契約。同年、『にあんちゃん』『才女気質』での演技で毎日映画コンクール女優助演賞を受賞。
1969年、33歳で退団してフリーになる。
1974年の舞台『蜜の味』で、紀伊國屋演劇賞個人賞を受賞。
1978年、性愛を大胆に扱った大島渚の監督映画『愛の亡霊』に主演して（40歳を過ぎての出演には周囲の反対があった）世間を驚かせ、日本アカデミー賞優秀主演女優賞を受賞。
2002年には『折り梅』などで毎日映画コンクール田中絹代賞を受賞。
テレビドラマのほか、かつては『おかあさんといっしょ』でのお話のお姉さんとしても活躍していた。
文筆の世界では、1983年にエッセイ集『どこまで演れば気がすむの』を出版し、1984年の第32回日本エッセイスト・クラブ賞を受賞。2000年には母の日に贈った五行歌が『朝日新聞』で大きく紹介された。
舞台俳優としては2008年の『アプサンス〜ある不在〜』を最後に舞台から引退することを表明したが、好評を博したため、2009年にアンコール公演が決まった（吉行自身はこのことに関して「女優って嘘つきですね」とコメントしている。一応、この作品のアンコール公演をもって引退するというが、その撤回も考えていると『徹子の部屋』でその複雑な胸中を明らかにした）。

## エピソード
- 母・あぐりは和子について「（幼少期から）ものすごく手先が器用だったんです。お人形さんのお着物を作りましたり、編み物をしましたり。うまく作るんです」と語っている[5]。
- 成年しても喘息は治らず、ずっと喘息の薬を飲んでいたが、52歳のとき鍼治療でよくなったと語っている[3]。
- 実際の性格はお茶目で温厚である。『タモリのジャポニカロゴス』では演じ分けを行い、タモリから絶賛された。
- 1960年（昭和35年）6月22日、ベルリン国際映画祭に出席のため、日活の堀久作社長らと共に西ベルリンへ出発。同7月14日、日本に帰国。当時はまだ海外渡航自由化の前で、貴重なドイツ訪問となった。
- 俳優の岸田今日子、冨士眞奈美と親しく[注釈 1]、しばしば3人で座談会やテレビに出演した。2000年には共著『ここはどこ』『わたしはだれ』を出版。
- 長年の趣味でもある俳句は岸田と富士に誘われて始めた。俳号は窓烏（まどがらす）[6]。伊藤園お〜いお茶新俳句大賞では審査員も務める[7]。
- タレントのピーコとも親交が深く、ピーコが癌で入院した時には、毎日見舞いに行っていた。ピーコが家族以外に癌であることを真っ先に知らせた人物でもある[要出典]。
- 家庭的な母親役や祖母役のイメージが強いが、私生活では家事が苦手であると告白している。『笑っていいとも!』の「テレフォンショッキング」や『徹子の部屋』にゲスト出演した際に「家にはやかんすらない」と語っていた。また、「キッチンを汚したくないから」と料理を一切拒否したため、それが原因で離婚された。80代になってようやく包丁を購入したという。但し、前述のように裁縫は得意であり、幼少期から編み物やお人形の着物を縫うなど手先が器用なエピソードを母のあぐりが語った事がある。
- ベスト映画アンケートでラスト・タンゴ・イン・パリを一位にしスピルバーグ激突!やサム・ペキンパーのガルシアの首、ドイツ映画のブリキの太鼓、ローズマリーの赤ちゃん、映画に愛をこめて アメリカの夜、グロリアなどを入れ、ガルシアの首で木の下で主人公ベニー（ウォーレン・オーツ)が愛や夢を語らうシーンで泣いたと書き、好きな男優にバート・ランカスターを女優にミア・ファローを挙げ、また同アンケートで兄の淳之介やピーコ、おすぎも参加しており、淳之介も激突！、おすぎ＆ピーコもラスト・タンゴ・イン・パリを入れている[8]。

## 受賞歴
- 第14回毎日映画コンクール・女優助演賞（『才女気質』『にあんちゃん』・1959年）
- 第8回紀伊國屋演劇賞・個人賞（1974年）
- 第2回日本アカデミー賞・優秀主演女優賞（『愛の亡霊』・1979年）
- 第32回日本エッセイストクラブ賞（「どこまで演れば気がすむの」・1984年）
- 第57回毎日映画コンクール・田中絹代賞（2002年）
- 第23回日本映画批評家大賞・ゴールデン・グローリー賞（2014年）[9]
- 第37回日本アカデミー賞・優秀主演女優賞（『東京家族』・2014年）[10]
- 第44回日本アカデミー賞 会長功労賞[11]
- 第74回NHK放送文化賞（2023年）[12]

## 出演

### テレビドラマ

#### NHK総合
- テレビ劇場 簪（1958年6月13日） - 泉 役
- 松本清張シリーズ・黒の組曲「白い闇」（1962年） - 小関信子 役
- 虹の設計（1964年 - 1966年）
- 銀河ドラマ→銀河テレビ小説
  - 古都憂愁（1970年） - 河井光子 役
  - 千鳥（1970年） - 松山瑠璃子 役
  - 自我の構図（1974年） - 南由紀 役
  - まんだら屋の良太（1986年） - 大山ヨネ 役
  - お入学（1987年） - 浅井節 役
- 大河ドラマ
  - 樅ノ木は残った（1970年） - のぶ 役
  - 国盗り物語（1973年） - 各務野 役
  - 風と雲と虹と（1976年） - 螻蛄（けら） 役 / けら婆 役
  - 徳川家康（1983年） - 北政所 役
- 土曜ドラマ
  - 松本清張シリーズ・遠い接近（1975年） - 山尾良子 役
  - 松本清張シリーズ・最後の自画像（1977年） - 福村よし子 役
- 心中宵庚申（1984年10月6日） - お加代 役
- すみれさんが行く（1985年3月25日） - 市浦令子 役
- 連続テレビ小説
  - あぐり（1997年） - 平山真佐子 役
  - つばさ（2009年） - 玉木千代 役
  - ごちそうさん（2013年） - 卯野トラ 役 / ナレーション（ぬか床） 役
- ドラマ新銀河
  - トーキョー国盗り物語（1993年） - 遠藤悦子 役
- 新宿鮫シリーズ（1998年）
- 怒る男・わらう女（1999年） - 佐竹鈴子 役
- 氷壁（2006年） - 北沢秋子 役
- 柳生十兵衛七番勝負 最後の闘い（2007年） - かつ 役
- 八日目の蝉（2010年） - 沢田昌江 役
- 四十九日のレシピ（2011年） - 桐野聡美 役
- 珈琲屋の人々（2014年） - 熊谷章枝 役
- スニッファー 嗅覚捜査官（2016年） - 小向昌子 役
- 第43回創作テレビドラマ大賞 ゴールド！（2020年） - 柴田冨美代 役
- つまらない住宅地のすべての家（2022年10月10日 - ） - 長谷川小夜 役

#### 日本テレビ系
- 彗星現る（1957年）
- 旗岡巡査（1958年）
- 美しい灯に（1958年）
- 雑草の歌 第73話「隣のおばさん」（1959年）
- スリラー劇場「埋葬」（1960年）
- ゴールド・ステージ「肘掛椅子」（1960年）
- ヤシカ ゴールデン劇場「当り屋新太物語」（1960年）
- 文芸アワー「尾行」（1961年）
- 日産スター劇場「堂々たる人生」（1963年）
- 剣
  - 第23話「岡場所の女」（1967年）
  - 第43話「鬼子母」（1968年）
- 右門捕物帖 第18話「いざよい河岸の女」（1969年）
- ゴールドアイ 第1話「闇を裂く男たち」（1970年） - 周春峰（日本名：佐藤みさ子） 役
- 子連れ狼　第19話「半畳壱畳弐合半」（1973年） - 刺野千恵 役
- 太陽にほえろ!
  - 第33話「刑事の指に小鳥が…」（1973年） - 谷口澄江 役
  - 第144話「タレ込み屋」（1975年） - 佳代 役
- 俺たちの勲章 最終回「わかれ」（1975年）
- 大追跡「悪女が躍る」（1978年） - 富川さなえ 役
- 新五捕物帳 第75話「女心みれん花」（1978年）
- 火曜サスペンス劇場
  - 「松本清張の指」（1982年） - 細井ヨシ子 役
  - 「松本清張の知られざる動機」（1983年） - 長野ヒサ 役
  - 「蒼い愛の秘密」（1984年4月） - 和可子 役
  - 「女検事・霞夕子5」（1988年） - 宮野雪 役
  - 「松本清張スペシャル・喪失の儀礼」（1994年） - 萩原和枝 役
  - 「警視庁鑑識課2」（1996年） - 永井和枝 役
  - 「軽井沢ミステリー6」（2004年11月） - 石川和代 役
- 検事・若浦葉子（1991年） - 若浦志津江 役
- …ひとりでいいの（1992年） - 北川芳枝 役
- 同窓会（1993年） - 安藤章子（風馬の母） 役
- 日本一短い「母」への手紙2 第二話「大嫌いな母へ」（1995年）
- メッセージ〜言葉が裏切っていく〜（2003年）
- 有閑倶楽部（2007年） - 桜川きぬ 役
- 東京大空襲（2008年） - 中村友子 役
- 正義の味方（2008年） - 胡桃沢美恵子 役
- 3.11 その日、石巻で何が起きたのか〜6枚の壁新聞（2012年） - 平井静江 役

#### TBS系
- 東芝日曜劇場
  - 鴎（1958年、中部日本放送）
  - 別れる（1964年）
  - 雪崩の行方（1965年）
  - 続・ママ日曜でありがとう（1965年）
  - 黄色い雨傘（1967年）
  - 春あらし（1968年）
  - 猫の目（1968年）
  - 銀の海（1971年、北海道放送）
  - つゆくさ・愛（1982年8月22日、中部日本放送） - 浜子 役
  - お兄ちゃんの選択（1994年）
  - メロディ（1997年） - 篠田春子 役
  - ヨイショの男（2002年） - 桜井春江 役
- 夕やけ娘（1958年）
- 東京0時刻（1958年 - 1960年）
- おかあさんシリーズ
  - 第1シリーズ（1958年）
    - 第9話「柳暗花明」
    - 第15話「信号機」

  - 第2シリーズ
    - 第15話「鏡の中の女」（1960年）
    - 第25話「春愁」（1960年）
    - 第76話「女の研究」（1961年）
    - 第88話「姥捨」（1961年）
    - 第141話「信子の場合」（1962年）
    - 第165話「ふたりの季節 誕生その2」（1962年）
    - 第207話「あかつきの橋を」（1963年、RKB毎日放送）
    - 第266話「演歌二代」（1964年）
    - 第374話「帰郷」（1967年）
- 日立劇場
  - 森の石松（1959年）
  - 紙の牙（1959年）
  - 首斬り浅右衛門（1960年）
- サンヨーテレビ劇場 「花のワルツ」（1960年）
- Q-ある奇妙な診断書-（1960年）
- 近鉄金曜劇場
  - 「偸盗」（1962年）
  - 「奇跡の女」（1963年）
  - 「心に空を」（1964年）
  - 「灯は消えず」（1966年、朝日放送）
  - 「しあわせ」（1966年、朝日放送）
  - 「わくらばの樹」（1966年、朝日放送）
  - 「智恵の輪」（1966年、朝日放送）
- 水曜劇場 「純愛シリーズ 傷だらけの夜」（1962年）
- ザ・ガードマン 第19話「超特急西へ」（1965年）
- あなた事件よ!（1966年）
- 木下恵介劇場 「記念樹」第15話（1966年）
- 泣いてたまるか 第41話「先生早とちりをする」（1967年）
- 日産火曜劇場・木下恵介アワー「もがり笛」（1967年）
- 平四郎危機一発 第14話（1968年）
- すし屋のケンちゃん（1971年 - 1972年） - お母さん 役
- 喜びも悲しみも幾歳月（1972年） - きよ子 役
- 助け人走る 第8話「女心大着服」（1973年、朝日放送 / 松竹） - おてい 役
- 白い滑走路（1974年） - 黒木早苗 役
- 寺内貫太郎一家（1974年） - 秋本幸子 役
- 夜明けの刑事（TBS / 大映テレビ）
  - 第18話「ウェディングドレスの秘密」（1975年）
  - 第70話「抱きつきスリ姉妹の殺意!」（1976年） - 長谷清美 役
- 影同心II 第1話「影の裁きは菊一輪」（1975年、毎日放送） - お久 役
- Gメン'75
  - 第50話「湯の町午前0時の殺人」（1976年） - 新井千代 役
  - 第115話「午前0時・女のミステリー」（1977年） - 稲葉春代 役
  - 第164話「消えた乳母の赤ちゃん」（1978年） - 下村りつ 役
- 新選組始末記（1977年） - 沖田みつ 役
- 水中花（1979年） - 森下和江 役
- 大岡越前 第5部 第17話「帰って来た木鼠小僧」（1978年5月29日） - お富 役
- 3年B組金八先生シリーズ - 池内友子 役
  - 第1シリーズ（1979年 - 1980年）
  - 第2シリーズ（1980年 - 1981年）
  - スペシャル1「贈る言葉」（1982年）
  - スペシャル2「イレ墨をした生徒」（1983年）
  - スペシャル6「新・十五歳の母」（1987年）
  - 第4シリーズ（1995年）
  - スペシャル9「子供を救え!大人達よ立ち上がれ」（1998年）
  - 第5シリーズ第11話「金八涙の体罰…3B騒然辞表提出」（2000年）
  - スペシャル10「お前死んだらオレ泣くぞ・3B一年ぶり大集合」（2001年）
  - 第6シリーズ（2001年-2002年）
  - 第7シリーズ第2話「3B VS.ヤヨの微笑」（2004年）
  - ファイナル「最後の贈る言葉」（2011年）
- 赤い魂（1980年） - 苅田文江 役
- 野々村病院物語（1981年 - 1983年） - 久米雪子 役
- ちょっと神様（1982年） - 滝沢君子 役
- ふぞろいの林檎たち（1983年 - 1997年） - 西寺知子 役
- スチュワーデス物語（1983年10月18日、10月25日、11月8日、12月6日、12月13日） - 松本弓子 役
- 青が散る（1983年 - 1984年） - 椎名静枝 役
- 青春泥棒・徹と由紀子（1984年） - 今岡加奈  役
- 恋物語（1986年）
- モナリザたちの冒険（1987年） - 矢崎貴子 役
- 西田敏行の泣いてたまるか 最終話「大当たり・これっきり」（1987年）
- キツイ奴ら（1989年） - 川西のぶえ 役
- クリスマス・イブ（1990年） - 河合香代子 役
- 天使のように生きてみたい（1992年） - 佐久間弥生 役
- お兄ちゃんの選択（1994年） - 松本早苗 役
- 愛していると言ってくれ（1995年） - 吉沢道子 役
- 仮面の女（1998年） - 秋川好子 役
- はいからさんが通る（2002年） - 伊集院蔦子 役
- 女三人乱れ咲き! 氷川きよし追っかけツアー殺人事件（2003年） - 桜井淑子 役
- Et Alors－エ・アロール－（2003年） - 岡本杏子 役
- 奥さまは魔女（2004年） - 松井佐代 役
- ドールハウス（2004年） - 桜井雅子 役
- Mの悲劇（2005年） - 安藤礼子 役
- 特急田中3号（2007年） - 田中ハル 役
- 山田太郎ものがたり（2007年） - ウメおばさん 役
- 最高の人生の終り方〜エンディングプランナー〜（2012年） - 長田光江 役
- 月曜ドラマスペシャル
  - 「早乙女千春の添乗報告書8」（1999年） - 金子文代 役
  - 「家庭欄記者・鍋嶋六郎2」（2000年） - 秋葉千鶴 役
- 月曜ゴールデン
  - 「縁側刑事 弐」（2015年） - 亀有治子 役

#### フジテレビ系
- これが真実だ（1960年）
- 戦争 第2話「鼠」（1960年）
- 軍歌 第7話「指」（1960年、関西テレビ）
- 娘ありて（1962年）
- シャープ火曜劇場「あの島はもうない」（1962年）
- わんぱく同盟（1963年）
- 三匹の侍
  - 第1シリーズ 第13話「生々流転」（1964年）
  - 第5シリーズ 第25話「愛憎三猿」（1968年） - 綾乃 役
- 松本清張シリーズ「或る「小倉日記」伝」（1965年） - てる 役
- 若者たち 第10話「千葉のおばさん」（1966年）
- お手伝いさんの縁談（1967年）
- 良縁奇縁「豆菊はんの初恋」（1968年）
- 大奥（1968年、関西テレビ） - 理子 役
- 銭形平次
  - 第180話「狂った竜」（1969年） - お夏 役
  - 第359話「平次御用」（1973年） - おゆう 役
- 雪之丞変化（1970年）
- 散りぬるを（1971年、東海テレビ）
- ジキルとハイド（1973年） - 本間やすこ 役
- ぶらり信兵衛 道場破り 第32話「おりんと村次」（1974年） - おりん 役
- 八州犯科帳 第8話「色地蔵に濡れた女」（1974年） - おとよ 役
- 新宿警察 第10話「一発の銃弾」（1975年）
- 江戸の旋風
  - 第17話「盗賊子守唄」（1975年）
  - 第48話「狙われた女」（1976年）
- いつか見た青空（1977年、東海テレビ）
- 松本清張の蒼い描点（1983年） - 村谷阿沙子 役
- 青い瞳の聖ライフ（1984年）
- ヤヌスの鏡（1985年 - 1986年） - 河本美穂子 役
- サザエさん（1992年） - 磯野フネ 役
- 本陣殺人事件（1992年） - 秋子 役
- この世の果て（1994年） - 砂田夕子 役
- 29歳のクリスマス（1994年） - 矢吹美和 役
- お仕事です!（1998年） - 花田ユキコ 役
- ナースのお仕事（1996 - 2014年） - 根本雅子 役
- ほんとにあった怖い話 「夏の訪問者」（1999年） - 森井笙子の母 役
- 世にも奇妙な物語
  - 「バーゲンハンター」（2000年） - 白石多恵子（初代バーゲンハンター） 役
  - 「ボディレンタル」（2008年） - 遠藤容子 役
- 金曜エンタテイメント
  - 「えなりかずきの少年探偵 事件でござる」（2003年） - 観世理絵 役
- 女の一代記（2007年） - 内藤ミツ 役
- 不毛地帯（2009年） - ハル江 役
- ゴーイング マイ ホーム（2012年） - 坪井敏子 役
- スターマン・この星の恋（2013年） - 柏原美代 役
- 金曜プレステージ 「警視庁三ツ星刑事 佐々木丈太郎」（2009年-） - 佐々木春代 役
- 赤と黒のゲキジョー 「黒い看護婦」（2015年） - 小田美津 役
- U-NEXT presents 「あと3回、君に会える」（2020年3月31日） - 玉木ふじ子 役[13]

#### テレビ朝日系
- 藍染めて（1961年）
- 空白（1962年）
- 日本映画名作ドラマ
  - 貸間あり（1963年）
  - 晩鐘（1964年）
- 判決 第1シリーズ 第55話「北僻の人」（1963年）
- 素浪人 月影兵庫第1シリーズ 第15話「法華太鼓が響いていた」（1966年）
- ナショナルゴールデン劇場 「いまに陽が昇る」（1967年）
- 鬼平犯科帳
  - 第1シリーズ 第32話「まじめの新助」（1970年、NET / 東宝） - お才 役
  - 第2シリーズ 第21話「あいびき」（1972年） - お徳 役
- 遠山の金さん捕物帳 第145話「金さんを殺した女」（1973年） - 乱れ菊のお銀 役
- 新・荒野の素浪人 第12話「鬼火の谷」（1974年）
- 必殺シリーズ（朝日放送 / 松竹）
  - 必殺仕置屋稼業 第8話「一筆啓上正体が見えた」（1975年） - おしま 役
  - 必殺仕事人 第8話「仕事人が可愛いい女を殺せるか?」（1979年） - 藤女 役
- 破れ傘刀舟 悪人狩り
  - 第39話「どぶ木戸の詩」（1975年） - 綾 役
  - 第79話「生き胴斬り千両」（1976年） - 浪江 役
- 非情のライセンス
  - 第2シリーズ 第57話「兇悪の壁」（1975年） - 鈴木よし子（劇中でも仮名） 役
  - 第3シリーズ 第4話「兇悪の女医・ささやく鍵」（1980年） - 田代ケイ（田代病院院長） 役
- 新幹線公安官 第1シリーズ 第1話「ひかり3号の復讐」（1977年）
- 吉宗評判記 暴れん坊将軍 第97話「おっ母ぁなんか要らねえや!」 - 滋野 役
- 虹子の冒険（1980年）
- ザ・ハングマン 第16話「ドーベルマンを飼う悪女」（1981年、朝日放送） - 南雲松代 役
- 鬼平犯科帳 第2シリーズ 第12話「網虫のお吉」（1981年、東宝） - 網虫のお吉 役
- 松本清張の黒革の手帖（1982年） - 島崎すみ江 役
- 西部警察シリーズ - 上村七重 役
  - 西部警察 PART-II（1982年 - 1983年）
  - 西部警察 PART-III（1983年）
- ニュードキュメンタリードラマ昭和 松本清張事件にせまる 第1回「昭和20年8月15日 終戦日の荷風と潤一郎」（1984年） - 谷崎松子 役
- 女ふたり捜査官 第1話（1986年、朝日放送）
- さすらい刑事旅情編Ⅱ 第1話「寝台特急"瀬戸"海峡の花嫁」（1989年、テレビ朝日）
- 土曜ワイド劇場
  - 「松本清張の小さな旅館」（1981年）
  - 「女主人殺し」（1982年）
  - 「松本清張の駅路」（1982年）
  - 「露天風呂連続殺人」（1982年、朝日放送） - 宗形八重子 役
  - 「松本清張の熱い空気 家政婦は見た! 夫婦の秘密「焦げた」」（1983年） - 稲村春子 役
  - 「密会の宿殺人事件」（1983年）
  - 「探偵・神津恭介の殺人推理」（1985年）
  - 「黒い仮面の美女 江戸川乱歩の「凶器」」（1987年） - 青木志津子 役
  - 「家政婦は見た!13 代議士跡目相続の醜い秘密 色、金、欲…女たちの骨肉の争い」（1994年） - 八田美佐子 役
  - 「ダイエット三姉妹の旅情事件簿」（2001年） - 静江 役
  - 「再捜査刑事・片岡悠介」（2010年 - ） - 片岡美知恵 役
  - 「アナザーフェイス〜刑事総務課・大友鉄〜」（2012年） - 矢島聖子 役
- 日曜プライム
  - 「深層捜査3」（2019年） - 吉丸幸子 役
- 名探偵保健室のオバさん（1997年） - 恩田百合子 役
- '98新春ドラマスペシャル 味いちもんめ「幻の名料亭VS料理の達人 雪の函館旅情編」（1998年） - 若林早苗 役
- 女教師（1998年） - 桂木真由美 役
- 下北サンデーズ（2006年） - サンボ現の母 役
- 菊次郎とさき3（2007年） - 北野うし 役
- 二十四の瞳（2013年） - 大石ヨネ 役
- 時は立ちどまらない（2014年） - 西郷奈美 役
- 死神くん（2014年） - 佐藤民江 役
- ゴールドウーマン（2016年） - 三田村房江 役
- 科捜研の女（2017年） - 武井美代子 役

#### テレビ東京系
- プレイガール（1970年）
  - 第59話「妻は外で何をしていた?」- 典子 役
  - 第84話「新幹線殺人事件」- 優子 役
- 大江戸捜査網
  - 第130話「美女群盗伝」（1976年） - お駒 役
  - 第175話「必殺剣! 辻斬りの恐怖」（1977年） - さわ 役
- 新・木枯し紋次郎 第18話「砕けた波に影一つ」（1978年） - お甲 役
- 雁（1993年）
- クリスマスキス〜イブに逢いましょう（1995年） - 長島佐和子 役
- 水曜ミステリー9「街占師 〜北白川晶子の事件占い〜」（2008年） - 飛騨紫絵 役
- 親父がくれた秘密〜下荒井5兄弟の帰郷〜（2012年9月12日） - 立花紀子 役
- ぱじ〜ジイジと孫娘の愛情物語（2013年3月27日） - 青木ハル 役
- 松本清張特別企画 喪失の儀礼（2016年3月30日） - 萩原和枝 役[14]
- 執事 西園寺の名推理2（2019年4月-） -  伊集院百合子 役

#### WOWOW
- 双葉荘の友人（2016年3月19日） - 寺田直子 役[15]

### 映画
- にあんちゃん（1959年） - 堀かな子 役
- 雑草のような命（1960年、日活） - 若村郁江 役
- けものの眠り（1960年、日活）- 植木啓子 役
- 地図のない町 （1960年、日活）
- 摩天楼の男（1960年、日活） - 片桐夏子 役
- 紅の拳銃（1961年、日活）
- この若さある限り（1961年、日活） - 河合のぶ子
- あいつと私（1961年、日活）
- 街に気球があがる時（1961年、日活）-丸根敦子 役
- キューポラのある街（1962年、日活）
- 黒い海峡（1964年） - 香山知佐子 役
- 父と娘の歌（1965年、日活） - 山口 役
- こころの山脈（1966年） - 坂井安子 役
- 旅路（1967年） - 弘子 役
- 現代任侠道 兄弟分（1970年） - 五十嵐佐智子 役
- 座頭市あばれ火祭り（1970年）
- 暴力団再武装（1971年） - 田島三枝子 役
- 父ちゃんのポーが聞える（1971年） - 元橋先生 役
- 追いつめる（1972年、松竹）
- 修羅雪姫 怨み恋歌（1974年） - 徳永あや 役
- 遺書 白い少女（1976年） - 野田婦長 役
- 愛の亡霊（1978年） - せき 役
- 密約―外務省機密漏洩事件（1978年） - 筈見絹子 役
- 黄金のパートナー（1979年） - 森由枝 役
- 神様のくれた赤ん坊 （1979年、松竹） - 高田まさ 役
- おさな妻（1980年、にっかつ）
- 父よ母よ!（1980年、松竹） - 阿矢子の母 役
- 獣たちの熱い眠り（1981年） - トレーナー 役
- 飛鳥へ、そしてまだ見ぬ子へ（1982年） - 鈴木房子 役
- おんな6丁目 蜜の味（1982年） - 蕗子
- 天城越え（1983年） - 小野寺建造の母 役
- 十階のモスキート（1983年） - TOSHIE 役
- ダブルベッド（1983年） - 飲み屋の女 役
- 彩り河（1984年） - 山口和子 役
- 愛・旅立ち（1985年） - 北野君代 役
- 犬死にせしもの（1986年） - たえ 役
- ブラックボード（1986年） - 犬と散歩する主婦（遺体発見者） 役
- 野ゆき山ゆき海べゆき（1986年） - サキの母 役
- 瀬戸内少年野球団・青春篇 最後の楽園（1987年） - はな 役
- メイク・アップ（1987年） - 晴美 役
- 永遠の1/2（1987年） - ぼくの母 役
- 優駿 ORACION（1988年） - 和具美穂 役
- ふたり（1991年） - 前野万里子の母 役
- 私を抱いてそしてキスして（1992年） - 佐々木佳子 役
- ひめゆりの塔（1995年） - 西銘カナ 役
- 眠れる美女（1995年） - 江口保子 役
- お日柄もよくご愁傷さま（1996年） - 田中佳菜子 役
- 不機嫌な果実（1997年） - 水越しず子 役
- 流れ板七人（1997年） - 日陰祥子 役
- 菊次郎の夏（1999年） - 正男のおばあちゃん 役
- 御法度（1999年） - おまつ 役
- 百合祭（2001年） - 宮野理恵 役
- 折り梅（2002年） - 菅野政子 役
- 雪国（2002年） - 菊江 役
- ナースのお仕事（2002年） - 根本雅子 役
- 透光の樹（2004年） - 松子 役
- 帰郷（2004年） - 晴男の母 役
- 釣りバカ日誌15 ハマちゃんに明日はない!?（2004年） - 福本信子 役
- 予言（2004年） - 御子柴聡子 役
- この胸いっぱいの愛を（2005年） - 鈴谷椿 役
- ZOO 「カザリとヨーコ」（2005年） - スズキミツコ 役
- 佐賀のがばいばあちゃん（2006年） - ばあちゃん（徳永サノ） 役
- 地下鉄に乗って（2006年） - 長谷部民枝 役
- 舞妓Haaaan!!!（2007年） - さつき 役
- 監督・ばんざい!（2007年）
- おくりびと（2008年） - 山下ツヤ子 役
- 僕の彼女はサイボーグ（2008年） - 北村ジローの祖母 役
- 20世紀少年（2008年） - 諸星の母 役
- いけちゃんとぼく（2009年） - 池子 役
- BABY BABY BABY! -ベイビィ ベイビィ ベイビィ-（2009年） - 平塚サエ 役
- レオニー（2010年） - キク 役
- 恋谷橋 La Vallee de l’amour（2011年）
- 百合子、ダスヴィダーニヤ （2011年） - 中條葭江 役
- シェアハウス（2011年） - 有希子 役
- RAILWAYS 愛を伝えられない大人たちへ（2011年） - 井上信子 役
- 人生、いろどり（2012年） - 徳本薫 役
- 東京家族（2013年） - 平山とみこ 役
- ひまわりと子犬の7日間（2013年） - 神崎琴江 役
- 燦燦 さんさん（2013年）
- 御手洗薫の愛と死（2014年） - 御手洗薫 役
- 小さいおうち（2014年） - 小中夫人 役
- 三里塚に生きる（2014年） - 朗読 役
- 家族はつらいよ（2016年） - 平田富子 役
- 夏美のホタル（2016年） - ヤスエ 役[16]
- 海すずめ（2016年） - 三好トメ 役[17][18]
- 家族はつらいよ2（2017年） - 平田富子 役
- 春なれや（2017年） - 三浦小春 役
- ナミヤ雑貨店の奇蹟（2017年） - 田村秀代 役
- 亜人（2017年） - 山中 役
- DESTINY 鎌倉ものがたり（2017年） - 瀬戸優子 役
- 妻よ薔薇のように 家族はつらいよIII（2018年） - 平田富子 役
- 羊と鋼の森（2018年） - 外村キヨ 役[19]
- 雪子さんの足音（2019年） - 川島雪子 役[20]
- おもいで写眞（2021年） - 山岸和子 役[21]
- 誰かの花（2021年）- 野村マチ 役
- 世の中にたえて桜のなかりせば（2022年）
- 愛のこむらがえり（2023年公開予定） - 白鳥あかね 役[22]

### 劇場アニメ
- 崖の上のポニョ（2008年） - トキ 役
- 思い出のマーニー（2014年） - ばあや 役

### バラエティ
- ダウンタウンのごっつええ感じ（フジテレビ） - 岸田今日子とともに「ラブラブファイヤー」レギュラー
- 親の顔が見てみたい?（NHK総合）  - ナレーター
- マダムんむん（TBS） - 不定期出演
- ぴったんこカン・カン（TBS） -「俳句の旅」（不定期。冨士眞奈美と）

### 教養番組
- おかあさんといっしょ（NHK総合） - 初代おはなしのおねえさん
- てれび絵本（NHK教育） - 朗読
- からだ研究所〜いつまでも輝く人生を送りたい〜（BSフジ） - ナレーター
- ヨーロッパ水風景 スペイン マドリッド〜トレドの旅（2014年1月5日、BSジャパン） - 旅人

### ラジオ
- ラジオ深夜便「女優が語る私の戦後」（2009年、NHKラジオ第1・FM）

### 朗読
- 太宰治作品集2 灯籠「葉桜と魔笛」（1988年、岩波書店）
- 尋ね人の時間（1988年、文藝春秋）

### CM
- 森永ホットケーキミックス（森永製菓）
- セブン-イレブン

### 配信ドラマ
- 晴れたらいいね（2025年1月10日、Amazon Prime Video） - サエの友人 役[23][注釈 2]

## 著書
- 『どこまで演れば気がすむの』（潮出版社、1983年11月／潮文庫、1985年）
- 『気分は夕焼け色』（潮出版社、1986年4月）
- 『男はみんなハムレット』（文藝春秋、1989年6月）
- 『兄・淳之介と私』（潮出版社、1995年7月）
- 『楽園幻想』（堀文子画、講談社、1997年5月）
- 『老嬢は今日も上機嫌』（新潮社、2008年6月）のち文庫
- 『ひとり語り 女優というものは』（文藝春秋、2010年5月）「浮かれ上手のはなし下手」文春文庫
- 『質素な性格 欲は小さく野菊のごとく』講談社, 2011.6　のち講談社+α文庫
- 『そしていま、一人になった』ホーム社, 2019.

### 共編著
- 『吉行エイスケとその時代 モダン都市の光と影』（齋藤愼爾と責任編集、東京四季出版、1997年7月）
- 『ここはどこ 時に空飛ぶ三人組』（岸田今日子、冨士眞奈美共著、文春文庫、2000年5月）
- 『わたしはだれ? 櫻となって踊りけり』（岸田今日子、冨士眞奈美共著、集英社、2000年6月）
- 『東京俳句散歩』（冨士眞奈美共著、光文社知恵の森文庫、2004年5月）
- 『あぐり白寿の旅』（吉行あぐり共著、集英社、2006年6月／集英社文庫、2009年）
- 『吉行和子・冨士眞奈美おんなふたり奥の細道迷い道』集英社インターナショナル, 2018.